# Rick Nowels
Rick Nowels (Palo Alto, 16 marzo 1960) è un produttore discografico e compositore statunitense, fra i più noti della musica leggera.

## Carriera
Ha conosciuto la popolarità con gli album multimilionari Heaven on Earth e Runaway Horses della cantante californiana Belinda Carlisle, di cui è stato per parecchi anni anche l'alter ego artistico.
Finita nel 1992 l'esperienza con l'ex leader delle Go-Go's, negli successivi ha composto alcuni dei grandi successi da classifica per Stevie Nicks, Madonna, Darren Hayes, Kim Wilde, Dido, Sonique, Ronan Keating, Sandra Cretu, Eros Ramazzotti, New Radicals, k.d. lang, Melanie C, Geri Halliwell, All Saints, Craig David, Lana Del Rey, Marina and the Diamonds, Nelly Furtado, Laura Pausini, Santana, Sabrina Salerno e molti altri.
Dalla metà degli anni '90 Nowels ha frequentemente collaborato nelle sue composizioni con Billy Steinberg e l'ex leader dei New Radicals Gregg Alexander, con cui aveva co-scritto "You Get What You Give".

### Vita privata
È sposato con la cantante e compositrice Maria Vidal, anche lei autrice di alcune famose canzoni di Belinda Carlisle quali Summer Rain e California.